# 钱塔达
钱塔达，是西班牙加利西亚自治区卢戈省的一个市镇。 总面积177平方公里，总人口9401人（2001年），人口密度53人/平方公里。